# Ciclul cruciadei
Ciclul cruciadei cuprinde două părți:
Primul ciclu compus din chansons de geste sunt inspirate de evenimentele din prima Cruciadă (în ordine cronologică):
- Chanson d'Antioche („Cântecul Antiohiei”)
- Chanson de Jérusalem („Cântecul Ierusalimului”)
- Plăpânzii
- Cavalerul lebedei
- Copilăria lui Godefroi
- Întoarcerea lui Cornumaran
- Nașterea Cavalerului lebedei: Eliose
- Sfârșitul lui Ilie
- Continuarea cântecului Ierusalimului: Creștinătatea Corbaran, Cucerirea Acrei, Moartea lui Godefroi și  Cântarea lui Balduin.

Cel de-al doilea ciclu include un grup de poezii epice care au fost compuse la mijlocul secolului al XIV-lea:
- Cavalerul lebedei și Godefroy de Bouillon
- Balduin de Sebourc
- Bastardul Bouillon

Un al patrulea poem, referitor la căderea Ierusalimului și Saladin, nu s-a păstrat.